# Lista över fornlämningar i Växjö kommun (Bergunda)
Lista över fornlämningar i Växjö kommun (Bergunda) är en förteckning av ett urval av de fornlämningar som finns i Bergunda i Växjö kommun.
| Namn                         | Lämningstyp                      | Tillkomsttid | Historisk indelning | Plats | Läge                 | ID-nr          | Bild                                      |
| ---------------------------- | -------------------------------- | ------------ | ------------------- | ----- | -------------------- | -------------- | ----------------------------------------- |
| Bergunda 1:1                 | Stensättning                     |              | Bergunda, Småland   |       | 56.840043, 14.753105 | 10070300010001 | Ladda upp en bild av detta fornminne      |
| Bergunda 2:1                 | Stenkammargrav                   |              | Bergunda, Småland   |       | 56.833959, 14.767607 | 10070300020001 | Ladda upp en bild av detta fornminne      |
| Bergunda 2:2                 | Stensättning                     |              | Bergunda, Småland   |       | 56.833842, 14.767156 | 10070300020002 | Ladda upp en bild av detta fornminne      |
| Bergunda 2:3                 | Stensättning                     |              | Bergunda, Småland   |       | 56.833573, 14.766867 | 10070300020003 | Ladda upp en bild av detta fornminne      |
| Bergunda 7:1                 | Stenkammargrav                   |              | Bergunda, Småland   |       | 56.863812, 14.731025 | 10070300070001 | Ladda upp en bild av detta fornminne      |
| Bergunda 8:1                 | Stensättning                     |              | Bergunda, Småland   |       | 56.859077, 14.730142 | 10070300080001 | Ladda upp en bild av detta fornminne      |
| Bergunda 10:1                | Hällristning                     |              | Bergunda, Småland   |       | 56.855600, 14.727863 | 10070300100001 | Ladda upp en bild av detta fornminne      |
| Bergunda 11:1                | Röse                             |              | Bergunda, Småland   |       | 56.861109, 14.713377 | 10070300110001 | Ladda upp en bild av detta fornminne      |
| Kyrkan (Bergunda 12:1)       | Stenkammargrav                   |              | Bergunda, Småland   |       | 56.863501, 14.704472 | 10070300120001 | Ladda upp en bild av detta fornminne      |
| Bergunda 14:1                | Röse                             |              | Bergunda, Småland   |       | 56.846618, 14.731118 | 10070300140001 | Ladda upp en bild av detta fornminne      |
| Bergunda 15:1                | Stensättning                     |              | Bergunda, Småland   |       | 56.856672, 14.729726 | 10070300150001 | Ladda upp en bild av detta fornminne      |
| Bergunda 15:2                | Husgrund, historisk tid          |              | Bergunda, Småland   |       | 56.856830, 14.729851 | 10070300150002 | Ladda upp en bild av detta fornminne      |
| Bergunda 15:3                | Stensättning                     |              | Bergunda, Småland   |       | 56.856922, 14.729898 | 10070300150003 | Ladda upp en bild av detta fornminne      |
| Bergunda 16:1                | Stensättning                     |              | Bergunda, Småland   |       | 56.858020, 14.730272 | 10070300160001 | Ladda upp en bild av detta fornminne      |
| Bergunda 16:2                | Stensättning                     |              | Bergunda, Småland   |       | 56.858309, 14.730374 | 10070300160002 | Ladda upp en bild av detta fornminne      |
| Bergunda 16:3                | Grav markerad av sten/block      |              | Bergunda, Småland   |       | 56.858456, 14.730120 | 10070300160003 | Ladda upp en bild av detta fornminne      |
| Bergunda 16:4                | Stensättning                     |              | Bergunda, Småland   |       | 56.858669, 14.730362 | 10070300160004 | Ladda upp en bild av detta fornminne      |
| Bergunda 18:1                | Stenkammargrav                   |              | Bergunda, Småland   |       | 56.836124, 14.729348 | 10070300180001 | Ladda upp en bild av detta fornminne      |
| Grötafatet (Bergunda 19:1)   | Röse                             |              | Bergunda, Småland   |       | 56.844685, 14.724258 | 10070300190001 | Ladda upp en bild av detta fornminne      |
| Grötafatet (Bergunda 19:2)   | Röse                             |              | Bergunda, Småland   |       | 56.844556, 14.724195 | 10070300190002 | Ladda upp en bild av detta fornminne      |
| Grötafatet (Bergunda 19:3)   | Röse                             |              | Bergunda, Småland   |       | 56.844455, 14.724032 | 10070300190003 | Ladda upp en bild av detta fornminne      |
| Grötafatet (Bergunda 19:4)   | Stensättning                     |              | Bergunda, Småland   |       | 56.844285, 14.724028 | 10070300190004 | Ladda upp en bild av detta fornminne      |
| Bergunda 21:2                | Röse                             |              | Bergunda, Småland   |       | 56.845307, 14.718700 | 10070300210002 | Ladda upp en bild av detta fornminne      |
| Bergunda 21:3                | Röse                             |              | Bergunda, Småland   |       | 56.845198, 14.718336 | 10070300210003 | Ladda upp en bild av detta fornminne      |
| Bergunda 22:1                | Röse                             |              | Bergunda, Småland   |       | 56.844215, 14.717051 | 10070300220001 | Ladda upp en bild av detta fornminne      |
| Bergunda 24:1                | Röse                             |              | Bergunda, Småland   |       | 56.842097, 14.707491 | 10070300240001 | Ladda upp en bild av detta fornminne      |
| Bergunda 24:2                | Stensättning                     |              | Bergunda, Småland   |       | 56.842251, 14.707623 | 10070300240002 | Ladda upp en bild av detta fornminne      |
| Bergunda 24:3                | Stensättning                     |              | Bergunda, Småland   |       | 56.842351, 14.707826 | 10070300240003 | Ladda upp en bild av detta fornminne      |
| Bergunda 25:1                | Gravfält                         |              | Bergunda, Småland   |       | 56.841315, 14.712212 | 10070300250001 | Ladda upp en bild av detta fornminne      |
| Bergunda 26:1                | Stensättning                     |              | Bergunda, Småland   |       | 56.854247, 14.729936 | 10070300260001 | Ladda upp en bild av detta fornminne      |
| Bergunda 27:1                | Stensättning                     |              | Bergunda, Småland   |       | 56.854239, 14.731328 | 10070300270001 | Ladda upp en bild av detta fornminne      |
| Bergunda 27:2                | Röse                             |              | Bergunda, Småland   |       | 56.853997, 14.732584 | 10070300270002 | Ladda upp en bild av detta fornminne      |
| Bergunda 28:1                | Röse                             |              | Bergunda, Småland   |       | 56.820999, 14.725470 | 10070300280001 | Ladda upp en bild av detta fornminne      |
| Bergunda 29:1                | Röse                             |              | Bergunda, Småland   |       | 56.822580, 14.723022 | 10070300290001 | Ladda upp en bild av detta fornminne      |
| Bergunda 29:2                | Stensättning                     |              | Bergunda, Småland   |       | 56.822792, 14.723086 | 10070300290002 | Ladda upp en bild av detta fornminne      |
| Bergunda 32:1                | Borg                             |              | Bergunda, Småland   |       | 56.867778, 14.724222 | 10070300320001 | Ladda upp en till bild av detta fornminne |
| Bergunda 33:1                | Stenkammargrav                   |              | Bergunda, Småland   |       | 56.877640, 14.736302 | 10070300330001 | Ladda upp en bild av detta fornminne      |
| Bergunda 34:1                | Röse                             |              | Bergunda, Småland   |       | 56.875089, 14.737777 | 10070300340001 | Ladda upp en bild av detta fornminne      |
| Bergunda 35:1                | Stensättning                     |              | Bergunda, Småland   |       | 56.870949, 14.740921 | 10070300350001 | Ladda upp en bild av detta fornminne      |
| Bergunda 37:1                | Röse                             |              | Bergunda, Småland   |       | 56.875115, 14.676141 | 10070300370001 | Ladda upp en bild av detta fornminne      |
| Bergunda 37:2                | Röse                             |              | Bergunda, Småland   |       | 56.874664, 14.676167 | 10070300370002 | Ladda upp en bild av detta fornminne      |
| Bergunda 38:1                | Stensättning                     |              | Bergunda, Småland   |       | 56.875773, 14.679599 | 10070300380001 | Ladda upp en bild av detta fornminne      |
| Bergunda 39:1                | Stensättning                     |              | Bergunda, Småland   |       | 56.874418, 14.673805 | 10070300390001 | Ladda upp en bild av detta fornminne      |
| Bergunda 39:2                | Stensättning                     |              | Bergunda, Småland   |       | 56.874194, 14.673231 | 10070300390002 | Ladda upp en bild av detta fornminne      |
| Bergunda 40:1                | Stensättning                     |              | Bergunda, Småland   |       | 56.874037, 14.669968 | 10070300400001 | Ladda upp en bild av detta fornminne      |
| Bergunda 41:1                | Gravfält                         |              | Bergunda, Småland   |       | 56.867067, 14.662510 | 10070300410001 | Ladda upp en bild av detta fornminne      |
| Bergunda 43:1                | Röse                             |              | Bergunda, Småland   |       | 56.881433, 14.675106 | 10070300430001 | Ladda upp en bild av detta fornminne      |
| Bergunda 43:2                | Röse                             |              | Bergunda, Småland   |       | 56.881355, 14.675305 | 10070300430002 | Ladda upp en bild av detta fornminne      |
| Bergunda 45:1                | Röse                             |              | Bergunda, Småland   |       | 56.877546, 14.703470 | 10070300450001 | Ladda upp en bild av detta fornminne      |
| Bergunda 47:1                | Röse                             |              | Bergunda, Småland   |       | 56.876356, 14.696694 | 10070300470001 | Ladda upp en bild av detta fornminne      |
| Bergunda 48:1                | Röse                             |              | Bergunda, Småland   |       | 56.878212, 14.693977 | 10070300480001 | Ladda upp en bild av detta fornminne      |
| Bergunda 49:1                | Stensättning                     |              | Bergunda, Småland   |       | 56.885370, 14.700227 | 10070300490001 | Ladda upp en bild av detta fornminne      |
| Bergunda 50:1                | Stenkammargrav                   |              | Bergunda, Småland   |       | 56.883164, 14.720850 | 10070300500001 | Ladda upp en bild av detta fornminne      |
| Bergunda 53:1                | Röse                             |              | Bergunda, Småland   |       | 56.889440, 14.732330 | 10070300530001 | Ladda upp en bild av detta fornminne      |
| Bergunda 54:1                | Röse                             |              | Bergunda, Småland   |       | 56.888929, 14.727856 | 10070300540001 | Ladda upp en bild av detta fornminne      |
| Bergunda 55:1                | Röse                             |              | Bergunda, Småland   |       | 56.886982, 14.723249 | 10070300550001 | Ladda upp en bild av detta fornminne      |
| Bergunda 56:1                | Röse                             |              | Bergunda, Småland   |       | 56.898489, 14.694785 | 10070300560001 | Ladda upp en bild av detta fornminne      |
| Bergunda 56:2                | Hällristning                     |              | Bergunda, Småland   |       | 56.898521, 14.694788 | 10070300560002 | Ladda upp en bild av detta fornminne      |
| Bergunda 57:1                | Röse                             |              | Bergunda, Småland   |       | 56.902908, 14.679901 | 10070300570001 | Ladda upp en bild av detta fornminne      |
| Bergunda 59:1                | Stensättning                     |              | Bergunda, Småland   |       | 56.907897, 14.667400 | 10070300590001 | Ladda upp en bild av detta fornminne      |
| Bergunda 59:2                | Stensättning                     |              | Bergunda, Småland   |       | 56.907772, 14.667421 | 10070300590002 | Ladda upp en bild av detta fornminne      |
| Bergunda 60:1                | Röse                             |              | Bergunda, Småland   |       | 56.911309, 14.655840 | 10070300600001 | Ladda upp en bild av detta fornminne      |
| Bergunda 61:1                | Röse                             |              | Bergunda, Småland   |       | 56.911691, 14.658606 | 10070300610001 | Ladda upp en bild av detta fornminne      |
| Bergunda 62:1                | Röse                             |              | Bergunda, Småland   |       | 56.911655, 14.659985 | 10070300620001 | Ladda upp en bild av detta fornminne      |
| Bergunda 63:1                | Stensättning                     |              | Bergunda, Småland   |       | 56.871063, 14.742069 | 10070300630001 | Ladda upp en bild av detta fornminne      |
| Bergunda 63:2                | Stensättning                     |              | Bergunda, Småland   |       | 56.871037, 14.743230 | 10070300630002 | Ladda upp en bild av detta fornminne      |
| Bergunda 64:1                | Röse                             |              | Bergunda, Småland   |       | 56.876796, 14.680917 | 10070300640001 | Ladda upp en bild av detta fornminne      |
| Bergunda 65:1                | Röse                             |              | Bergunda, Småland   |       | 56.844036, 14.720437 | 10070300650001 | Ladda upp en bild av detta fornminne      |
| Bergunda 66:1                | Hällristning                     |              | Bergunda, Småland   |       | 56.881036, 14.702666 | 10070300660001 | Ladda upp en bild av detta fornminne      |
| Bergunda 68:1                | Stensättning                     |              | Bergunda, Småland   |       | 56.831012, 14.722042 | 10070300680001 | Ladda upp en bild av detta fornminne      |
| Bergunda 68:2                | Stensättning                     |              | Bergunda, Småland   |       | 56.831012, 14.722042 | 10070300680002 | Ladda upp en bild av detta fornminne      |
| Bergunda 84:1                | Röse                             |              | Bergunda, Småland   |       | 56.858601, 14.737846 | 10070300840001 | Ladda upp en bild av detta fornminne      |
| Bergunda 86:1                | Röse                             |              | Bergunda, Småland   |       | 56.859364, 14.728695 | 10070300860001 | Ladda upp en bild av detta fornminne      |
| Bergunda 88:1                | Stensättning                     |              | Bergunda, Småland   |       | 56.855674, 14.728276 | 10070300880001 | Ladda upp en bild av detta fornminne      |
| Bergunda 94:1                | Stensättning                     |              | Bergunda, Småland   |       | 56.863136, 14.702762 | 10070300940001 | Ladda upp en bild av detta fornminne      |
| Bergunda 99:1                | Stensättning                     |              | Bergunda, Småland   |       | 56.839369, 14.764769 | 10070300990001 | Ladda upp en bild av detta fornminne      |
| Stora röret (Bergunda 101:1) | Röse                             |              | Bergunda, Småland   |       | 56.866452, 14.667890 | 10070301010001 | Ladda upp en bild av detta fornminne      |
| Bergunda 102:1               | Röse                             |              | Bergunda, Småland   |       | 56.864384, 14.670592 | 10070301020001 | Ladda upp en bild av detta fornminne      |
| Bergunda 103:1               | Röse                             |              | Bergunda, Småland   |       | 56.858747, 14.664879 | 10070301030001 | Ladda upp en bild av detta fornminne      |
| Bergunda 103:2               | Röse                             |              | Bergunda, Småland   |       | 56.858470, 14.664925 | 10070301030002 | Ladda upp en bild av detta fornminne      |
| Bergunda 104:1               | Gravfält                         |              | Bergunda, Småland   |       | 56.864098, 14.659709 | 10070301040001 | Ladda upp en bild av detta fornminne      |
| Bergunda 108:1               | Röse                             |              | Bergunda, Småland   |       | 56.856691, 14.669775 | 10070301080001 | Ladda upp en bild av detta fornminne      |
| Bergunda 110:1               | Röse                             |              | Bergunda, Småland   |       | 56.862450, 14.666539 | 10070301100001 | Ladda upp en bild av detta fornminne      |
| Bergunda 111:1               | Stenkrets                        |              | Bergunda, Småland   |       | 56.857188, 14.665002 | 10070301110001 | Ladda upp en bild av detta fornminne      |
| Bergunda 112:1               | Stenkammargrav                   |              | Bergunda, Småland   |       | 56.856210, 14.679207 | 10070301120001 | Ladda upp en bild av detta fornminne      |
| Bergunda 114:1               | Stenkammargrav                   |              | Bergunda, Småland   |       | 56.850545, 14.683036 | 10070301140001 | Ladda upp en bild av detta fornminne      |
| Bergunda 114:2               | Röse                             |              | Bergunda, Småland   |       | 56.850373, 14.682780 | 10070301140002 | Ladda upp en bild av detta fornminne      |
| Bergunda 115:1               | Röse                             |              | Bergunda, Småland   |       | 56.852600, 14.682412 | 10070301150001 | Ladda upp en bild av detta fornminne      |
| Ranarör (Bergunda 116:1)     | Röse                             |              | Bergunda, Småland   |       | 56.857990, 14.679216 | 10070301160001 | Ladda upp en bild av detta fornminne      |
| Bergunda 118:1               | Stenkammargrav                   |              | Bergunda, Småland   |       | 56.836825, 14.686490 | 10070301180001 | Ladda upp en bild av detta fornminne      |
| Bergunda 119:1               | Röse                             |              | Bergunda, Småland   |       | 56.826223, 14.721709 | 10070301190001 | Ladda upp en bild av detta fornminne      |
| Bergunda 119:2               | Röse                             |              | Bergunda, Småland   |       | 56.825829, 14.723040 | 10070301190002 | Ladda upp en bild av detta fornminne      |
| Bergunda 120:1               | Röse                             |              | Bergunda, Småland   |       | 56.859251, 14.671225 | 10070301200001 | Ladda upp en bild av detta fornminne      |
| Bergunda 121:1               | Stensättning                     |              | Bergunda, Småland   |       | 56.837476, 14.749768 | 10070301210001 | Ladda upp en bild av detta fornminne      |
| Bergunda 121:3               | Hällristning                     |              | Bergunda, Småland   |       | 56.837472, 14.749048 | 10070301210003 | Ladda upp en bild av detta fornminne      |
| Bergunda 122:1               | Stensättning                     |              | Bergunda, Småland   |       | 56.838155, 14.749999 | 10070301220001 | Ladda upp en bild av detta fornminne      |
| Bergunda 123:1               | Stensättning                     |              | Bergunda, Småland   |       | 56.838842, 14.749351 | 10070301230001 | Ladda upp en bild av detta fornminne      |
| Bergunda 123:2               | Hällristning                     |              | Bergunda, Småland   |       | 56.838842, 14.749351 | 10070301230002 | Ladda upp en bild av detta fornminne      |
| Bergunda 124:1               | Stensättning                     |              | Bergunda, Småland   |       | 56.839123, 14.747230 | 10070301240001 | Ladda upp en bild av detta fornminne      |
| Bergunda 124:2               | Hällristning                     |              | Bergunda, Småland   |       | 56.839123, 14.747230 | 10070301240002 | Ladda upp en bild av detta fornminne      |
| Bergunda 125:1               | Gravfält                         |              | Bergunda, Småland   |       | 56.847349, 14.759263 | 10070301250001 | Ladda upp en bild av detta fornminne      |
| Bergunda 128:1               | Gravfält                         |              | Bergunda, Småland   |       | 56.851001, 14.748677 | 10070301280001 | Ladda upp en bild av detta fornminne      |
| Bergunda 133:1               | Stensättning                     |              | Bergunda, Småland   |       | 56.850568, 14.745725 | 10070301330001 | Ladda upp en bild av detta fornminne      |
| Bergunda 136:1               | Hällristning                     |              | Bergunda, Småland   |       | 56.869180, 14.745750 | 10070301360001 | Ladda upp en bild av detta fornminne      |
| Bergunda 139:1               | Hällristning                     |              | Bergunda, Småland   |       | 56.855308, 14.678933 | 10070301390001 | Ladda upp en bild av detta fornminne      |
| Bergunda 140:1               | Röse                             |              | Bergunda, Småland   |       | 56.851907, 14.682277 | 10070301400001 | Ladda upp en bild av detta fornminne      |
| Bergunda 141:1               | Röse                             |              | Bergunda, Småland   |       | 56.848834, 14.683132 | 10070301410001 | Ladda upp en bild av detta fornminne      |
| Bergunda 143:1               | Hällristning                     |              | Bergunda, Småland   |       | 56.859829, 14.674795 | 10070301430001 | Ladda upp en bild av detta fornminne      |
| Bergunda 144:1               | Hällristning                     |              | Bergunda, Småland   |       | 56.857798, 14.660413 | 10070301440001 | Ladda upp en bild av detta fornminne      |
| Bergunda 149:1               | Röse                             |              | Bergunda, Småland   |       | 56.872617, 14.707722 | 10070301490001 | Ladda upp en bild av detta fornminne      |
| Bergunda 151:1               | Röse                             |              | Bergunda, Småland   |       | 56.876939, 14.705181 | 10070301510001 | Ladda upp en bild av detta fornminne      |
| Bergunda 153:1               | Stensättning                     |              | Bergunda, Småland   |       | 56.887520, 14.715446 | 10070301530001 | Ladda upp en bild av detta fornminne      |
| Bergunda 154:1               | Stensättning                     |              | Bergunda, Småland   |       | 56.886732, 14.715625 | 10070301540001 | Ladda upp en bild av detta fornminne      |
| Bergunda 155:1               | Röse                             |              | Bergunda, Småland   |       | 56.885471, 14.715225 | 10070301550001 | Ladda upp en bild av detta fornminne      |
| Bergunda 156:1               | Stensättning                     |              | Bergunda, Småland   |       | 56.884808, 14.715732 | 10070301560001 | Ladda upp en bild av detta fornminne      |
| Bergunda 156:2               | Stensättning                     |              | Bergunda, Småland   |       | 56.884497, 14.715779 | 10070301560002 | Ladda upp en bild av detta fornminne      |
| Bergunda 157:1               | Röse                             |              | Bergunda, Småland   |       | 56.883707, 14.715978 | 10070301570001 | Ladda upp en bild av detta fornminne      |
| Bergunda 159:1               | Stensättning                     |              | Bergunda, Småland   |       | 56.887854, 14.722885 | 10070301590001 | Ladda upp en bild av detta fornminne      |
| Bergunda 161:1               | Hällristning                     |              | Bergunda, Småland   |       | 56.877974, 14.694896 | 10070301610001 | Ladda upp en bild av detta fornminne      |
| Bergunda 163:1               | Stensättning                     |              | Bergunda, Småland   |       | 56.909528, 14.655363 | 10070301630001 | Ladda upp en bild av detta fornminne      |
| Bergunda 163:2               | Stensättning                     |              | Bergunda, Småland   |       | 56.909630, 14.655412 | 10070301630002 | Ladda upp en bild av detta fornminne      |
| Bergunda 164:1               | Stensättning                     |              | Bergunda, Småland   |       | 56.898635, 14.711125 | 10070301640001 | Ladda upp en bild av detta fornminne      |
| Bergunda 164:2               | Stensättning                     |              | Bergunda, Småland   |       | 56.898951, 14.711360 | 10070301640002 | Ladda upp en bild av detta fornminne      |
| Bergunda 170:1               | Röse                             |              | Bergunda, Småland   |       | 56.889762, 14.721840 | 10070301700001 | Ladda upp en bild av detta fornminne      |
| Bergunda 174:1               | Hällristning                     |              | Bergunda, Småland   |       | 56.907175, 14.709335 | 10070301740001 | Ladda upp en bild av detta fornminne      |
| Bergunda 178:1               | Hällristning                     |              | Bergunda, Småland   |       | 56.911990, 14.700763 | 10070301780001 | Ladda upp en bild av detta fornminne      |
| Bergunda 179:1               | Hällristning                     |              | Bergunda, Småland   |       | 56.899742, 14.710826 | 10070301790001 | Ladda upp en bild av detta fornminne      |
| Bergunda 180:1               | Stensättning                     |              | Bergunda, Småland   |       | 56.899730, 14.712397 | 10070301800001 | Ladda upp en bild av detta fornminne      |
| Bergunda 181:1               | Stensättning                     |              | Bergunda, Småland   |       | 56.910454, 14.709028 | 10070301810001 | Ladda upp en bild av detta fornminne      |
| Bergunda 182:1               | Stensättning                     |              | Bergunda, Småland   |       | 56.899926, 14.707225 | 10070301820001 | Ladda upp en bild av detta fornminne      |
| Bergunda 183:1               | Hällristning                     |              | Bergunda, Småland   |       | 56.914849, 14.699442 | 10070301830001 | Ladda upp en bild av detta fornminne      |
| Bergunda 190:1               | Röse                             |              | Bergunda, Småland   |       | 56.902783, 14.673046 | 10070301900001 | Ladda upp en bild av detta fornminne      |
| Bergunda 200:1               | Röse                             |              | Bergunda, Småland   |       | 56.914662, 14.699614 | 10070302000001 | Ladda upp en bild av detta fornminne      |
| Bergunda 201:1               | Röse                             |              | Bergunda, Småland   |       | 56.891046, 14.726066 | 10070302010001 | Ladda upp en bild av detta fornminne      |
| Bergunda 202:1               | Stenkammargrav                   |              | Bergunda, Småland   |       | 56.889911, 14.726480 | 10070302020001 | Ladda upp en bild av detta fornminne      |
| Bergunda 204:1               | Röse                             |              | Bergunda, Småland   |       | 56.891699, 14.722209 | 10070302040001 | Ladda upp en bild av detta fornminne      |
| Bergunda 205:1               | Röse                             |              | Bergunda, Småland   |       | 56.890350, 14.721876 | 10070302050001 | Ladda upp en bild av detta fornminne      |
| Bergunda 206:1               | Röse                             |              | Bergunda, Småland   |       | 56.893563, 14.713952 | 10070302060001 | Ladda upp en bild av detta fornminne      |
| Drakarör (Bergunda 207:1)    | Röse                             |              | Bergunda, Småland   |       | 56.900676, 14.708651 | 10070302070001 | Ladda upp en bild av detta fornminne      |
| Bergunda 208:1               | Stensättning                     |              | Bergunda, Småland   |       | 56.900084, 14.711130 | 10070302080001 | Ladda upp en bild av detta fornminne      |
| Bergunda 209:1               | Röse                             |              | Bergunda, Småland   |       | 56.910946, 14.707736 | 10070302090001 | Ladda upp en bild av detta fornminne      |
| Bergunda 210:1               | Röse                             |              | Bergunda, Småland   |       | 56.903787, 14.710286 | 10070302100001 | Ladda upp en bild av detta fornminne      |
| Bergunda 212:1               | Röse                             |              | Bergunda, Småland   |       | 56.818486, 14.739266 | 10070302120001 | Ladda upp en bild av detta fornminne      |
| Bergunda 217:1               | Stensättning                     |              | Bergunda, Småland   |       | 56.836010, 14.684746 | 10070302170001 | Ladda upp en bild av detta fornminne      |
| Sämjerör (Bergunda 225:1)    | Röse                             |              | Bergunda, Småland   |       | 56.918431, 14.707168 | 10070302250001 | Ladda upp en bild av detta fornminne      |
| Bergunda 227:1               | Hällristning                     |              | Bergunda, Småland   |       | 56.896834, 14.693872 | 10070302270001 | Ladda upp en bild av detta fornminne      |
| Bergunda 228:1               | Hällristning                     |              | Bergunda, Småland   |       | 56.898805, 14.693884 | 10070302280001 | Ladda upp en bild av detta fornminne      |
| Bergunda 229:1               | Röse                             |              | Bergunda, Småland   |       | 56.898635, 14.693740 | 10070302290001 | Ladda upp en bild av detta fornminne      |
| Bergunda 229:2               | Röse                             |              | Bergunda, Småland   |       | 56.898280, 14.693926 | 10070302290002 | Ladda upp en bild av detta fornminne      |
| Bergunda 229:3               | Stensättning                     |              | Bergunda, Småland   |       | 56.897907, 14.693850 | 10070302290003 | Ladda upp en bild av detta fornminne      |
| Bergunda 234:1               | Hällristning                     |              | Bergunda, Småland   |       | 56.885163, 14.702204 | 10070302340001 | Ladda upp en bild av detta fornminne      |
| Bergunda 243                 | Stensättning                     |              | Bergunda, Småland   |       | 56.883915, 14.720574 | 12000000001952 | Ladda upp en bild av detta fornminne      |
| Bergunda 246                 | Hällristning                     |              | Bergunda, Småland   |       | 56.882099, 14.720819 | 12000000001957 | Ladda upp en bild av detta fornminne      |
| Bergunda 247                 | Hällristning                     |              | Bergunda, Småland   |       | 56.884493, 14.721782 | 12000000001960 | Ladda upp en bild av detta fornminne      |
| Bergunda 248                 | Stensättning                     |              | Bergunda, Småland   |       | 56.883411, 14.722463 | 12000000001956 | Ladda upp en bild av detta fornminne      |
| Bergunda 257                 | Röse                             |              | Bergunda, Småland   |       | 56.853249, 14.729953 | 12000000095025 | Ladda upp en bild av detta fornminne      |
| Bergunda 260                 | Husgrund, förhistorisk/medeltida |              | Bergunda, Småland   |       | 56.856367, 14.729005 | 12000000128320 | Ladda upp en bild av detta fornminne      |